# Sessellift Vianden

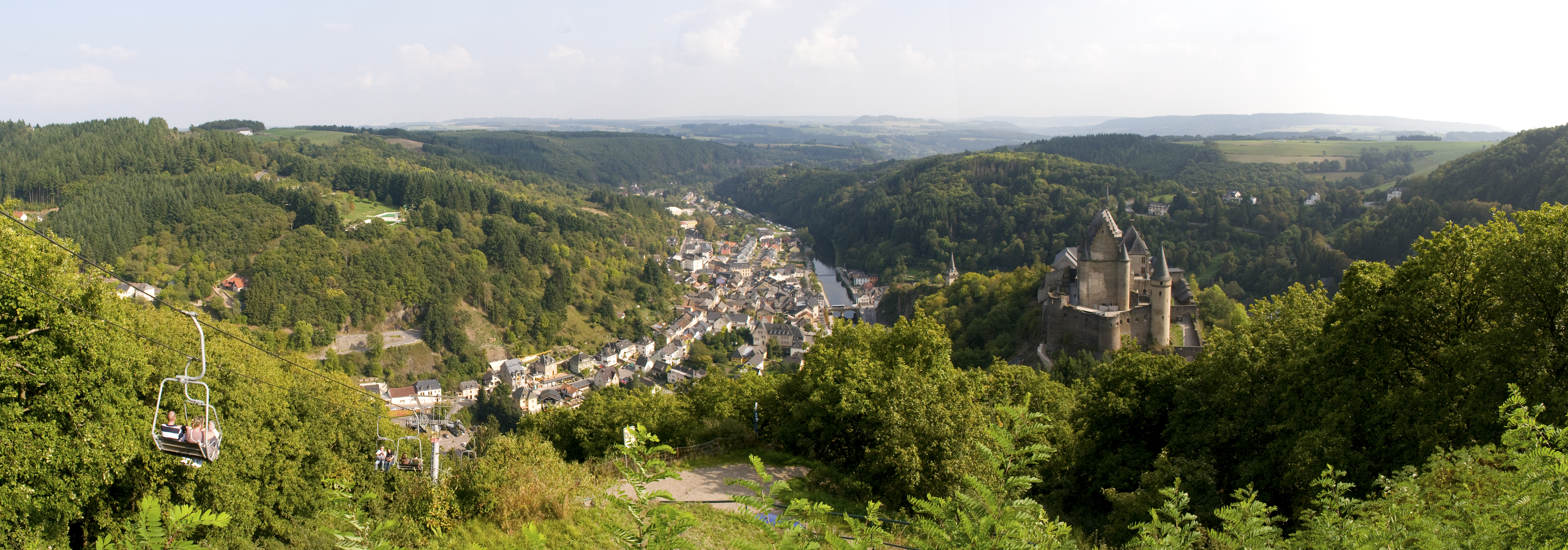
Panoramablick

Der Sessellift Vianden in der Gemeinde Vianden ist der einzige Sessellift im Großherzogtum Luxemburg.
Die Talstation befindet sich in der Rue du Sanatorium (CR 344) auf etwa 210 m über dem Meeresspiegel. Die gesamte Fahrstrecke, zunächst über die Our und die Straße nach Bivels (Nationalstraße 10), bis zur Bergstation auf etwa 370 m ü. M. beträgt 459 Meter. Dort befinden sich ein Aussichtspunkt auf einem Felsvorsprung zwischen den Distrikten Romeberg und Milleberg sowie ein Gasthaus. Man hat dort einen Panoramablick über die Gemeinde, die Burg Vianden und den Staudamm des Pumpspeicherwerkes Vianden.
Die Höchstgeschwindigkeit der Bahn beträgt 1,5 Meter pro Sekunde (5,4 km/h), die Fahrzeit etwa sechs Minuten. Pro Jahr werden etwa 70.000 Personen befördert, der tägliche Spitzenwert liegt bei 1500 Personen (Stand 2016). Die Anlage besteht seit 1955 und wurde 2006 komplett renoviert. Sie wird durch die Gemeinde Vianden betrieben, Betriebszeit ist von Ostern bis Mitte Oktober.